# Malagne
Die Malagne ist ein kleiner Bach am Fusse des Jura-Gebirges im Kanton Waadt in der Schweiz.

## Geographie
Die Malagne entspringt mehreren Karstquellen am Fusse der Mont-Tendre-Kette südlich von Montricher VD. Die Sources de la Malagne (dt. «Quellen der Malagne») bilden einen natürlichen Überlauf der nahe gelegenen Source du Toleure. Entspringen der Toleurequelle mehr als 4865 Liter Wasser pro Sekunde, schütten auch die Quellen der Malagne. Sinkt dagegen die Quellschüttung der Toleure, versiegen die Malagnequellen, und der Bach liegt komplett trocken.
Die Malagne fliesst in östliche Richtung und mündet in der Nähe des Trassees der Chemin de fer Bière–Apples–Morges östlich von Montricher in den Veyron.